# Kalocsai Andrea
Kalocsai Andrea (Szombathely, 1968. február 3. –) Kazinczy-díjas magyar televíziós műsorvezető, színésznő, előadóművész.

## Életpályája
Szombathelyen született 1968-ban. Itt, az Entzbruder Dezső  Egészségügyi Szakközépiskolában érettségizett.

„...már ott is foglalkoztam a szép magyar beszéddel. Drága Boros András tanár úr készített fel a Kazinczy-versenyre, aztán elkezdtem verset mondani.”

 1985-től a Szombathelyi Versmondó Stúdió, 1988-tól a Szombathelyi Ifjúsági Színház tagja volt. 1993-tól hivatásos előadóművész. Megalakulásától kezdve, műsorvezetőként – férjével, Bartók Lászlóval együtt – a Szombathelyi Városi Televízióban dolgozott, majd öt évvel később 1992-től a Duna Televíziónak is alapító tagjai lettek.

„Lacit hívták meghallgatásra, de feltűnt nekik a válogatáson a hangom, és behívtak engem is. Végül ennek a
különös véletlennek köszönhetem, hogy a Dunának is alapító tagja lehettem. Életem legjobb döntése volt, hogy eljöttem.
Csodálatos évek voltak. Az volt az én második szocializációm. Az első operatőrök egyike Illés Papi bácsi, Jankovics Marcell napi vendég volt, Csoóri Sándor, Sára Sándor között tölteni a napjaimat fantasztikus élmény volt.”

A Duna tévében bemondóként kezdte, később hírolvasóként a híradóba is bekerült. Műsorvezetőként dolgozott például a Kedves, a Jókívánságok határok nélkül, a Kikötő, a Kultikon, a Szín-lap és a Mentor című műsorokban. Felelős szerkesztő-műsorvezetője volt a Kalliopé dalnokai című műsornak illetve más  irodalmi műsorok előadójaként is szerepelt. Oroszul tanult Moszkvában, a Lomonoszov Egyetemen.

„Beültem egy évre a Lomonoszovra, a saját pénzemből tanulni, kivettem egy év fizetés nélküli szabadságot. Tanultam és színházba jártam. Ugyanis előtte színházmenedzsernek készülve a főiskolán Bécsy Tamás tanítványa voltam, Jó volt vele a kapcsolatom, mindig kitűnőre vizsgáztam nála. Szóval a televíziózás mellett tanultam is.”

Versmondó táborok oktatója (Vajdaság; Székelykeresztúr; Veszprém megye). Színésznőként játszott hazai színpadokon vendégként fellépett Szlovéniában, a Vajdaságban, Erdélyben és Németországban. Önálló estjeivel és színházi produkciókkal bejárta Európát, valamint az USA és Kanada magyar közösségeit. A Nemzeti Lovas Színház Akadémia művészi-beszéd tanára.

## Magánélete
Férje: Bartók László, Radnóti-díjas előadóművész, színész, szinkronszínész, művészi-beszéd oktató. Közös gyermekük Borbála.

## Fontosabb színházi szerepei
- Szigligeti Ede: Liliomfi... Mariska
- Csiky Gergely: A nagymama... Márta
- Molnár Ferenc: Olympia... Olympia
- Márk Evangéliuma... Mária Magdolna
- Emlékem elől ne fussatok... Szendrey Júlia
- Nap, árnyék, boszorkány... Károlyi Zsuzsanna, Bethlen Gábor felesége[5]

## Önálló estjeiből
- Szerkesztett irodalmi estek: Devecseri Gábor, Weöres Sándor verseiből
- Romániai magyar költők versei
- Szebben szeretni (Szerelmi költészet)
- Esőcseppek

## Díjai, elismerései
- Szervátiusz Jenő-díj (2008)
- Kazinczy-díj (2024)